# 利涅罗勒 (阿列省)
利涅罗勒（法語：Lignerolles，法語發音：[liɲʁɔl] ⓘ）是法国阿列省的一个市镇，位于该省西南部，属于蒙吕松区。

## 地理
利涅罗勒（46°16'48"N, 2°34'0"E）面积11.81 平方千米，位于法国奥弗涅-罗讷-阿尔卑斯大区阿列省，该省份为法国中部省份，北起涅夫勒省、西北接谢尔省，西南至克勒兹省，南至多姆山省，东南临卢瓦尔省，东临索恩-卢瓦尔省。
与利涅罗勒接壤的市镇（或旧市镇、城区）包括：拉沃圣安娜、普雷米亚、圣热内斯、圣泰朗斯、泰耶-阿尔让蒂、维勒布雷。

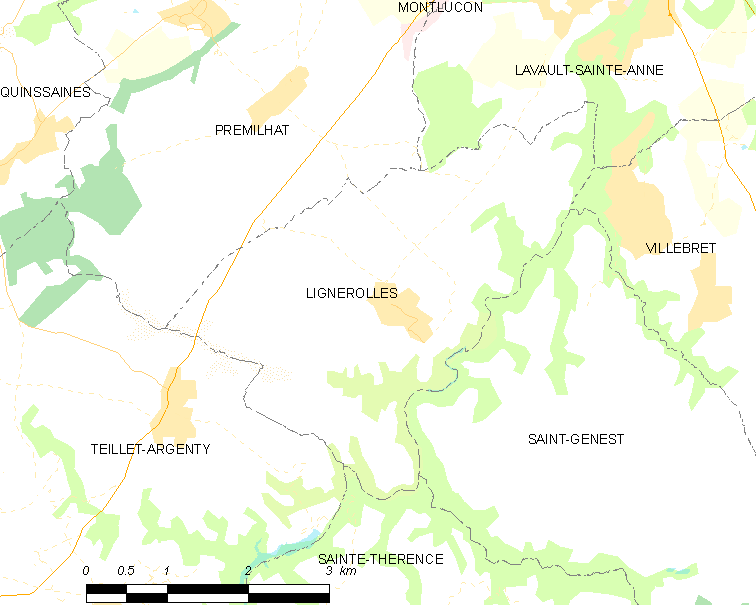
的OSM定位图

利涅罗勒的时区为UTC+01:00、UTC+02:00（夏令时）。

## 行政
利涅罗勒的邮政编码为03410，INSEE市镇编码为03145。

## 政治
利涅罗勒所属的省级选区为蒙吕松第四县。

## 人口

1962-2008年间人口变化图示

利涅罗勒于2022年1月1日时的人口数量为758人。